# Nero d'Avola (vino)
Il Nero d'Avola è un vino rosso prodotto in buona parte del territorio della Sicilia, dall'omonimo vitigno.
Nero d'Avola non esiste come Denominazione autonoma, ma può essere inserita nelle etichette dei vini che sono prodotti con uva dell'omonimo vitigno.
Se si utilizza almeno l'85 % di tale vitigno può essere usata la denominazione Nero d'Avola Sicilia Doc.
Gli altri vini sono riportati nella Categoria:Vini DOC e DOCG prodotti con uva Nero d'Avola a cui si rimanda.

## Il vino
La sua commercializzazione su scala industriale risale agli inizi degli anni sessanta del secolo scorso.
È considerato un vino da taglio, data la sua elevata gradazione alcolica, che raggiunge facilmente i 15 gradi.
Nonostante ciò alcune aziende siciliane decisero di farne un vino da tavola con nuove tecniche di vinificazione più rispondenti alle esigenze del mercato che prevedevano una diminuzione del grado zuccherino ed un aumento dell'acidità.
Da allora è coltivato anche fuori dalla Sicilia e dall'Italia, per esempio in California, in Australia e da qualche anno anche in Turchia.
La zona più vocata per il Nero d'Avola è l'area a sud-est della Sicilia compresa nei territori di Noto e Pachino, con le contrade di Buonivini, Burgio, Bufalefi, Maccari, Archi.
In questa zona negli ultimi dieci anni si è avuto un vero boom di nuove imprese, provenienti anche da fuori Sicilia, che hanno investito nell'impianto di nuovi vigneti, preferibilmente allevati a controspalliera o con il tradizionale alberello, più costoso e meno produttivo, ma con rese qualitativamente superiori dal punto di vista organolettico e del potenziale d'invecchiamento.

## Caratteristiche organolettiche
Il Nero d'Avola si presenta alla vista di un gradevole rosso rubino, più o meno intenso a seconda delle tipologie del vigneto, della sua giacitura e dell'invecchiamento, ha un gusto con sentori di bacca, di ciliegia, prugna, nelle migliori zone presenta note speziate e balsamiche.
Va servito a 15-18 °C e si abbina a carni rosse, arrosti e formaggi stagionati.